# غرانفيل إليوت
غرانفيل إليوت هو عسكري هولندي، ولد في 7 أكتوبر 1713 في Municipal Borough of Barnes ‏ في المملكة المتحدة، وتوفي في 10 أكتوبر 1759 في Biebertal ‏ في ألمانيا.